# Cierra Burdick
Cassidie Cierra Burdick (Charlotte, 30 de setembre de 1993) és una jugadora de bàsquet estatunidenca que actualment juga al València Basket Club.

## Institut
Burdick es va graduar a la David W. Butler High School el 2011. Va ser una de les cinc finalistes del premi Naismith National High School Player of the Year el 2011.

## Universitat
Burdick es va graduar a la Universitat de Tennessee el 2015. Burdick va ser nomenada UT Torchbearer el 2015.

## WNBA
Burdick va ser seleccionada pels Los Angeles Sparks el 2015, però es va tallar abans que comencés la temporada. Després va signar amb l'Atlanta Dream. Posteriorment va jugar per al New York Liberty i els San Antonio Stars, abans que l'equip fóra venut, traslladat i canviara el nom per Las Vegas Aces. El 31 de juliol de 2020, Burdick va signar un contracte amb els Aces per reprendre la seua carrera a la WNBA.

## Vida personal
El besavi de Burdick, Lloyd Burdick, va jugar als Chicago Bears. Té un germà menut i dos germanes menudes.